# Gruppo del Schober
Il Gruppo del Schober (in tedesco Schobergruppe) è un gruppo montuoso degli Alti Tauri. Si trova in Austria (Tirolo e Carinzia).

## Classificazione

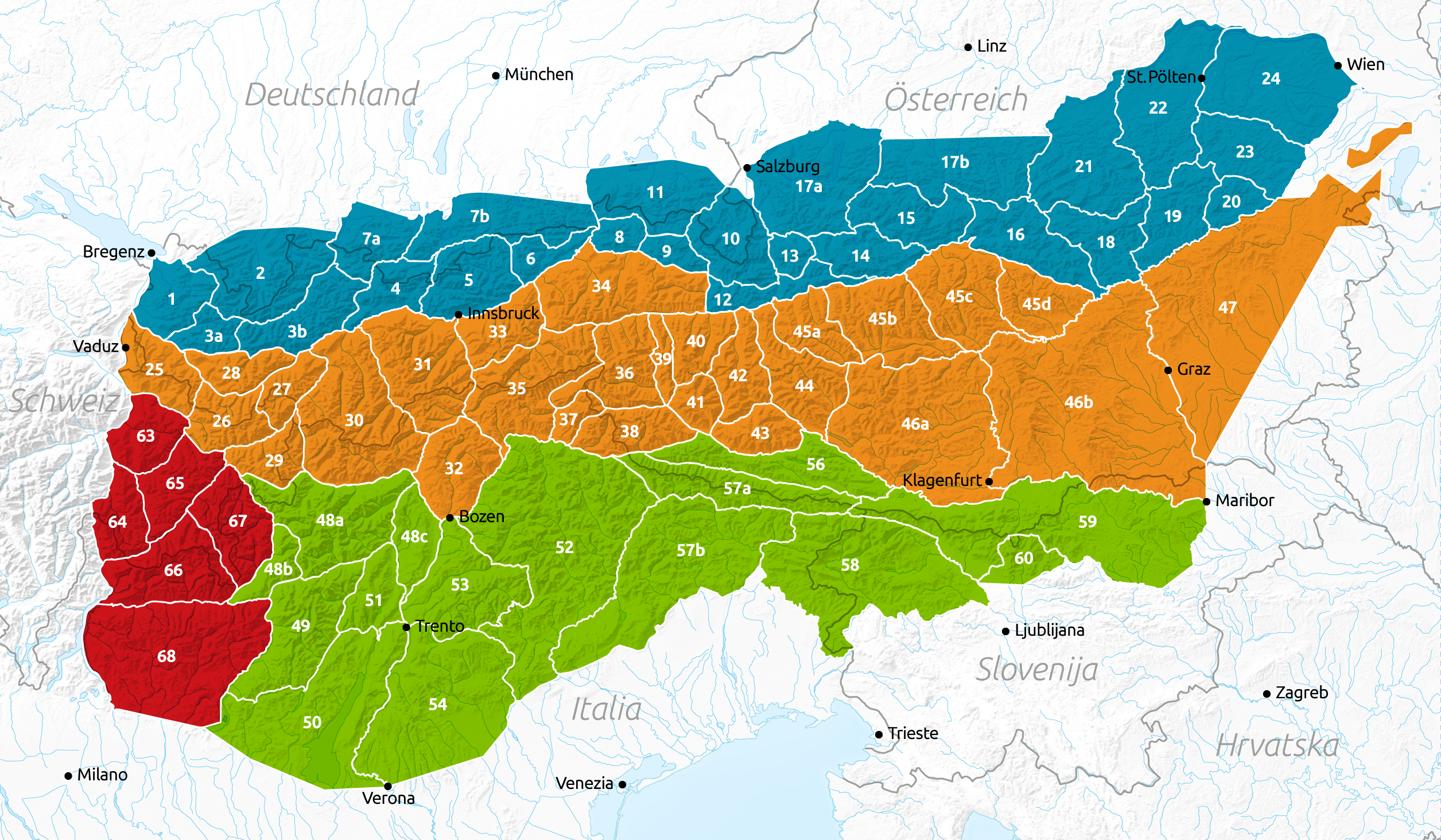
Il Gruppo del Schober secondo l'AVE è individuato dal numero 41.

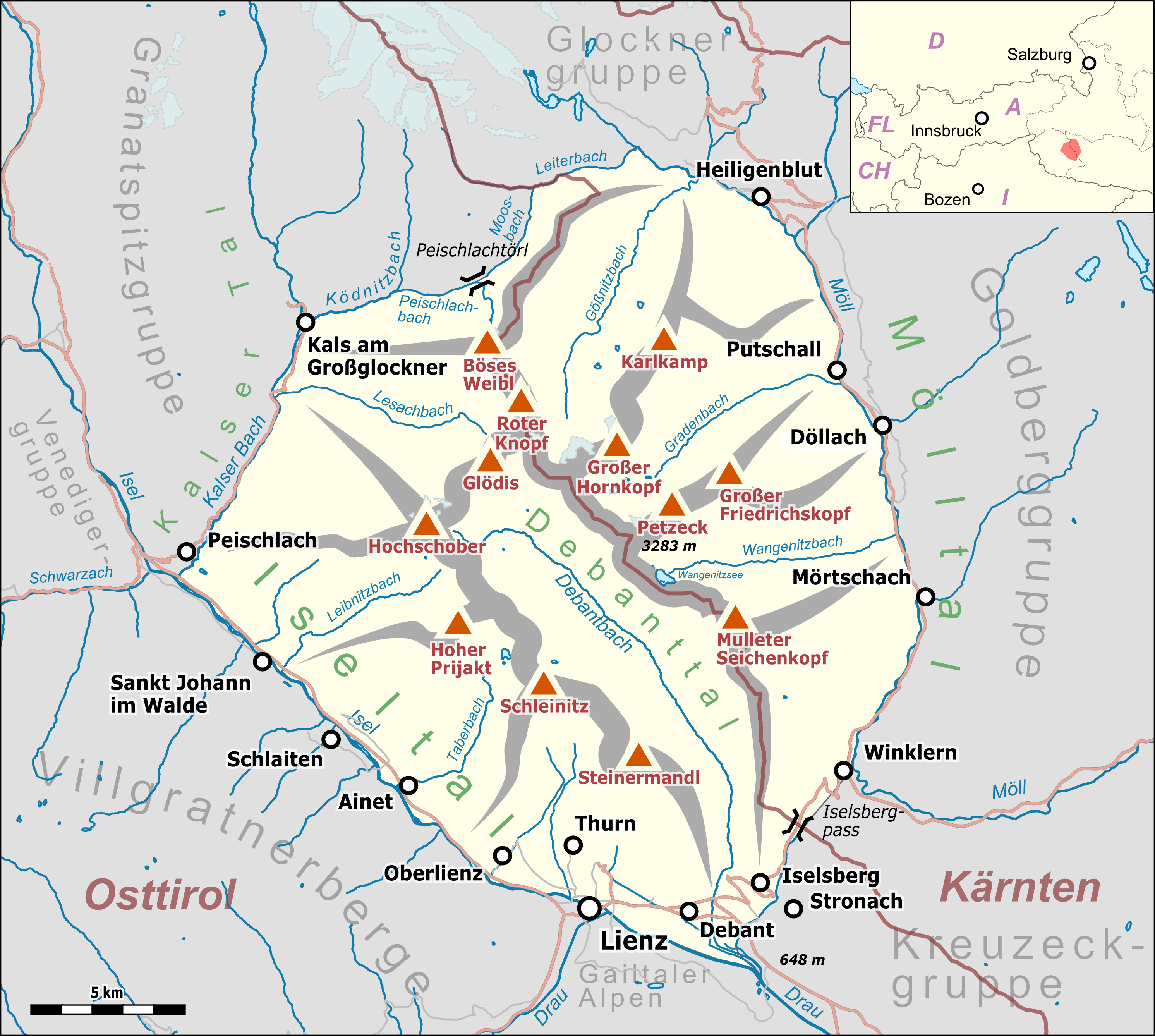
Cartina dettagliata del gruppo montuoso.

Secondo la SOIUSA il Gruppo del Schober è un supergruppo alpino con la seguente classificazione:
- Grande Parte = Alpi Orientali
- Grande Settore = Alpi Centro-orientali
- Sezione = Alpi dei Tauri occidentali
- Sottosezione = Alti Tauri
- Supergruppo = Gruppo del Schober
- Codice = II/A-17.II-D.

Secondo l'AVE costituisce il gruppo n. 41 di 75 nelle Alpi Orientali.

## Suddivisione
Secondo la SOIUSA il Gruppo del Schober è suddiviso in due gruppi e seisottogruppi:
- Catena Roterknopf-Petzeck (9)
  - Costiera Glödis-Roterknopf-Böses Weibl (9.a)
  - Costiera Hornköpfe-Karlkamp (9.b)
  - Costiera del Petzeck (9.c)
  - Gruppo del Seikenkopf (9.d)
- Catena Hochs-Hober-Rotspitze (10)
  - Hochschoberstock (10.a)
  - Costiera Hoher Prijakt-Alkuser Rotspitze-Schleinitz (10.b)

## Vette

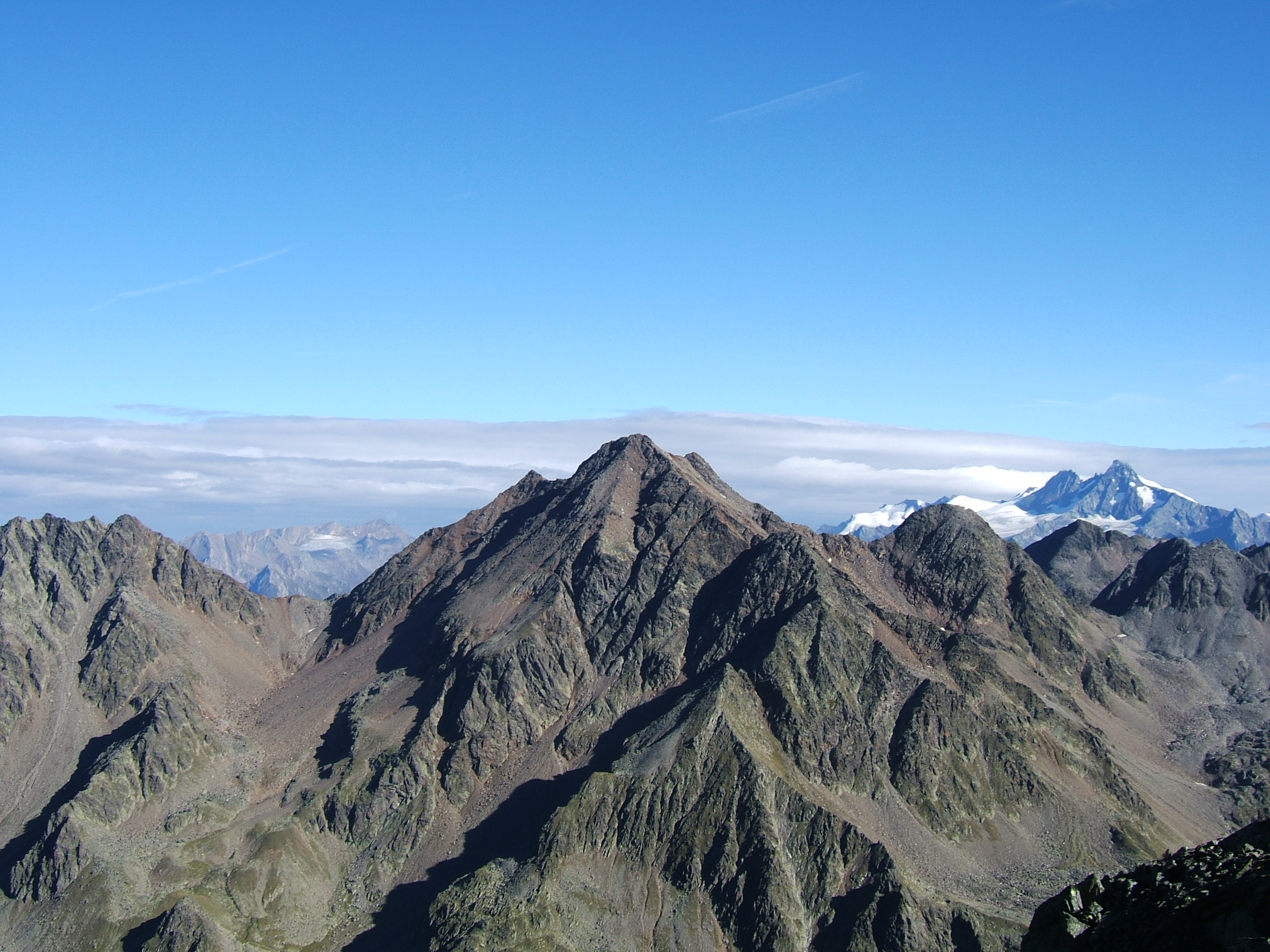
L'Hochschober.

Le vette principali sono:
- Petzeck - 3.283 m
- Roter Knopf - 3.281 m
- Hornkopf - 3.251 m
- Hochschober - 3.242 m
- Glödis - 3.206 m
- Kruckelkopf - 3.181 m
- Kristallkopf - 3.160 m
- Klammerköpfe - 3.155 m
- Friedrichskopf - 3.134 m
- Perschitzkopf - 3.125 m
- Böses Weibl - 3.119 m
- Kleinschober - 3.119 m
- Talleitenspitze - 3.115 m
- Karlkamp - 3.114 m
- Hinterer Seekamp - 3.112 m
- Ralfkopf - 3.106 m

## Rifugi

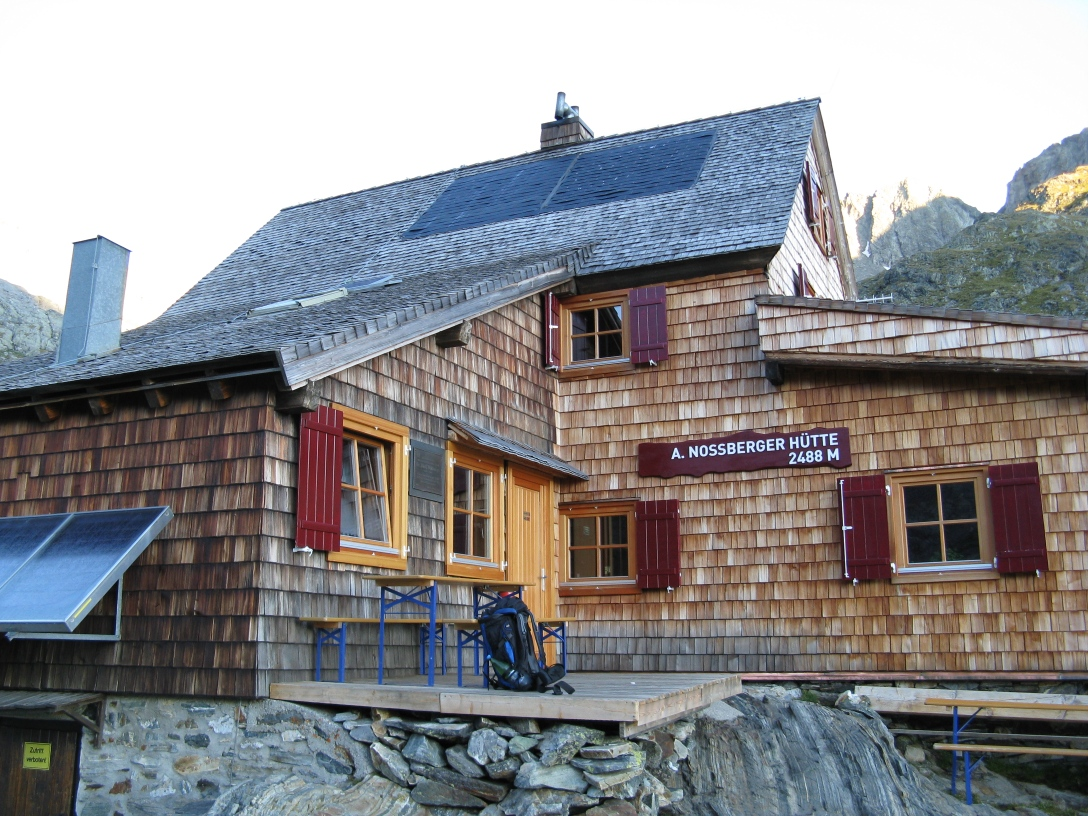
L'Adolf-Noßberger-Hütte.

Il gruppo montuoso è dotato di diversi rifugi e bivacchi:
- Gernot-Röhr-Biwak - 2.926 m
- Gößnitzkopf-Biwak - 2.800 m
- Wangenitzseehütte - 2.508 m
- Adolf-Noßberger-Hütte - 2.488 m
- Elberfelder Hütte - 2.346 m
- Hochschoberhütte - 2.322 m
- Lienzer Hütte - 1.977 m
- Winklerner Hütte - 1.906 m